# Асар (месторождение)
Асар — газонефтяное месторождение, расположенное в Мангистауской области Казахстана, в 55 км к юго-востоку от города Актау. Открыто в 1969 году.
Продуктивные отложения юры представлены песчаниками и алевролитами. В разрезе средней юры установлены 9 продуктивных горизонтов, в которых выявлены 16 залежей. В семи горизонтах залежи нефтяные, в двух — нефтяные с газовыми шапками. По типу ловушек они относятся к пластовым, сводовым, а также к пластовым, тектонически и литологически экранированным.
Мощность слоев от 2,5 до 36 м, начальное давление пластов 15,99—22,9 мПа, температура 70—90°. Нефти плотностью 857—905 кг/м³, высокосмолистые (12,6-23,9 %), высокопарафинистые (18,8-22,6 %), малосернистые. Содержание асфальтенов в них от 2,05 до 4,02 %. Содержание в газе: метана 75—80 %, тяжёлых углеводородов 11—20 %, азота 4,24—8,08 %, углекислого газа 0,17 %.
Добыча нефти и газа ведется с 1973 года. В настоящее время разработку месторождения ведёт компания ОАО «Мангистаумунайгаз». Добыча нефти в 2010 году составила 151 тыс. тонн.

## Источник
- Справочник: Месторождения нефти и газа, Алматы — 2007.